# Dalene Matthee
Dalene Matthee (13 Outubro 1938 - 20 Fevereiro 2005) era uma autora sul-africana melhor conhecida pelos seus quatro romances florestais, escritos dentro e circundante àfloresta de Knysna. Os seus livros foram ttaduzidos em quatorze línguas, incluindo inglês, francês, alemão, espanhol, italiano, hebraico e islandês  com acima de um milhão de cópias vendidas no mundo.

## Biografia
Nasceu e foi batizada como Dalena Scott em Riversdale, na província do Cabo em 1938. Depois da matrícula na escola secundária local,  estudou música no conservatório de Oudtshoorn e no Holy Cross Covent em Graaff-Reinet, na região do Karoo.
O seu primeiro livro, a história infantil, Die Twaalfuurstokkie (O Bastão das Doze Horas), foi publicado em 1970. Antes de ganhar fama e aclamações pelo seu primeiro "romance da floresta", escreveu igualmente dois romances populares - 'n Huis vir Nadia (Uma Casa para Nadia, 1982) e Petronella van Aarde, Burgemeester (Petronella van Aarde, burgomestre, 1983).
Kringe in 'n Bos (Círculos numa Floresta, 1984) é um romance sobre o impacto do abate da floresta de Knysna pelos lenhadores e o extermínio dos elefantes de Knysna. Tornou-se  um sucesso internacional, traduzido em várias línguas. Dois outros "romances florestais" de grande sucesso: Fiela se Kind (A criança de Fiela) em 1985 e Moerbeibos (The Mulberry Forest) em 1987. Brug van die Esels (Ponte das Mulas) foi publicada em 1993, seguida por Susters van Eva (Irmãs de Eva) em 1995, Pieternella van die Kaap (Pieternella do Cabo) em 2000 e o quarto "romance da floresta" Toorbos (Floresta de Sonho) em 2003.
Mathee ganhou inúmeros prémios literários com as suas obras mais famosas, e a Criança de Fiela e os Círculos numa Floresta de foram adaptados para filmes.

### Os romances da floresta
- Kringe in 'n bos (Círculos numa Floresta) (1984)
- Fiela se Kind (A criança de Fiela) (1985)
- Moerbeibos (A Floresta de Amoreira) (1987)
- Toorbos (Floresta dos Sonhos) (2003)

### Outras obras publicadas
- Die twaalfuurstokkie (O bastão das doze horas) (1970)
- 'n Huis vir Nadia (Uma Casa para Nadia) (1982)
- Petronella van Aarde, Burgemeester (Petronella van Aarde, Presidente da Câmara) (1983)
- Brug van die esels (A Ponte das Mulas) (1992)
- Susters van Eva (Irmãs de Eva) (1995)
- Pieternella van die Kaap (Pieternella do Cabo) (2000)
- Die Uitgespoeldes (Madeira flutuante ) (2005)

## Legado
As cinzas de Matthee foram espalhadas em Krisjan-se-Nek, um dos seus locais favoritos na Floresta de Knysna. Em 2008, um memorial foi erguido aqui em sua memória e a árvore de Yellowwood local com mais de 800 anos foi renomeada como Dalene Matthee Big Tree. O nome do trilho que começa em Krisjan-se-Nek  chama-se Círculos num Trilho da Floresta.